# Villers-la-Montagne
Villers-la-Montagne és un municipi francès situat al departament de Meurthe i Mosel·la i a la regió del Gran Est. L'any 2007 tenia 1.479 habitants.

## Demografia

### Població
El 2007 la població de fet de Villers-la-Montagne era de 1.479 persones. Hi havia 579 famílies, de les quals 111 eren unipersonals (45 homes vivint sols i 66 dones vivint soles), 189 parelles sense fills, 226 parelles amb fills i 53 famílies monoparentals amb fills.
La població ha evolucionat segons el següent gràfic:
Habitants censats

### Habitatges
El 2007 hi havia 612 habitatges, 588 eren l'habitatge principal de la família, 3 eren segones residències i 22 estaven desocupats. 515 eren cases i 96 eren apartaments. Dels 588 habitatges principals, 485 estaven ocupats pels seus propietaris, 91 estaven llogats i ocupats pels llogaters i 11 estaven cedits a títol gratuït; 4 tenien una cambra, 19 en tenien dues, 62 en tenien tres, 114 en tenien quatre i 389 en tenien cinc o més. 505 habitatges disposaven pel capbaix d'una plaça de pàrquing. A 223 habitatges hi havia un automòbil i a 321 n'hi havia dos o més.

### Piràmide de població
La piràmide de població per edats i sexe el 2009 era:
| Homes | Edats   | Dones |
| ----- | ------- | ----- |
| 0     | 95 o +  | 0     |
| 4     | 90 a 94 | 12    |
| 8     | 85 a 89 | 16    |
| 4     | 80 a 84 | 8     |
| 16    | 75 a 79 | 28    |
| 24    | 70 a 74 | 12    |
| 32    | 65 a 69 | 60    |
| 40    | 60 a 64 | 40    |
| 24    | 55 a 59 | 16    |
| 64    | 50 a 54 | 56    |
| 52    | 45 a 49 | 68    |
| 68    | 40 a 44 | 64    |
| 44    | 35 a 39 | 56    |
| 40    | 30 a 34 | 44    |
| 56    | 25 a 29 | 40    |
| 28    | 20 a 24 | 20    |
| 48    | 15 a 19 | 28    |
| 32    | 10 a 14 | 32    |
| 44    | 5 a 9   | 40    |
| 28    | 0 a 4   | 16    |

## Economia
El 2007 la població en edat de treballar era de 992 persones, 780 eren actives i 212 eren inactives. De les 780 persones actives 734 estaven ocupades (383 homes i 351 dones) i 46 estaven aturades (17 homes i 29 dones). De les 212 persones inactives 76 estaven jubilades, 65 estaven estudiant i 71 estaven classificades com a «altres inactius».

### Ingressos
El 2009 a Villers-la-Montagne hi havia 587 unitats fiscals que integraven 1.439,5 persones, la mediana anual d'ingressos fiscals per persona era de 22.018 €.

### Activitats econòmiques
Dels 82 establiments que hi havia el 2007, 3 eren d'empreses extractives, 5 d'empreses alimentàries, 2 d'empreses de fabricació de material elèctric, 2 d'empreses de fabricació d'elements pel transport, 12 d'empreses de fabricació d'altres productes industrials, 9 d'empreses de construcció, 14 d'empreses de comerç i reparació d'automòbils, 3 d'empreses de transport, 2 d'empreses d'hostatgeria i restauració, 1 d'una empresa d'informació i comunicació, 4 d'empreses financeres, 2 d'empreses immobiliàries, 8 d'empreses de serveis, 10 d'entitats de l'administració pública i 5 d'empreses classificades com a «altres activitats de serveis».
Dels 14 establiments de servei als particulars que hi havia el 2009, 1 era una oficina de correu, 1 autoescola, 1 paleta, 1 guixaire pintor, 2 fusteries, 3 lampisteries, 1 electricista, 2 perruqueries, 1 restaurant i 1 saló de bellesa.
Dels 4 establiments comercials que hi havia el 2009, 1 era un supermercat i 3 fleques.
L'any 2000 a Villers-la-Montagne hi havia 8 explotacions agrícoles que ocupaven un total de 605 hectàrees.

## Equipaments sanitaris i escolars
El 2009 hi havia 1 farmàcia i 1 ambulància.
El 2009 hi havia 1 escola maternal i 1 escola elemental.

## Poblacions més properes
El següent diagrama mostra les poblacions més properes.